# ارابه‌های آتش (بی کلام)
«ارابه‌های آتش» تک‌آهنگی از هنرمند اهل یونان ونگلیس است.